# Rallye Monte Carlo 1988
Rallye Monte Carlo 1988 byla úvodní soutěž Mistrovství světa v rallye 1988. Zvítězil zde Bruno Saby s Lacií Delta HF.

## Průběh soutěže
Úvodní test vyhrál Bruno Saby s vozem Lancia Delta HF. Problémy měli jezdci Mazdy. Ve třetím testu jeden z vozů poškodil Hannu Mikkola. Timo Salonen a Ingvar Carlsson měli ve svých vozech zase nečistoty v palivu. Tým Lancia Racing tak neměl výraznější konkurenci a po první etapě vedl Saby před Loubetem. Třetí jezdec Lancie, Miki Biasion, odstoupil v úvodním testu druhé etapy. Saby s Loubetem mezi sebou bojovali o vedoucí pozici. Třetí byl Alex Fiorio, který jel s Lancii týmu Jolly Club. Za trojicí Lancii byl Ballet s vozem Peugeot 205 GTI. Ve třetí etapě stále vedl Saby a druhý byl Loubet. Ten ale ve čtrnáctém testu havaroval a vjel do řeky. Saby tak získal v čele soutěže velký náskok. 

## Výsledky
1. Bruno Saby, Fauchille - Lancia Delta HF
2. Alex Fiorio, Pirollo - Lancia Delta HF
3. Ballet, Lallement - Peugeot 205 GTI
4. Oreille, Andrie - Renault 11 Turbo
5. Timo Salonen, Harjanne - Mazda 323 4WD
6. Chauche, Barjou - BMW 325iX
7. Spiliotis, Spiliotis - Audi Quattro
8. Del Zoppo, Scalvini - Lancia Delta HF
9. Bos, Leuvrey - Audi Quattro
10. Frau, David - Renault 5 GT Turbo